# Віктор Пускар
Віктор Пускар (ест. Viktor Puskar, 7 травня 1889, м. Вільянді, Естонія — 12 квітня 1943, м. Тарту, Естонія) —  офіцер Естонської армії під час війни за незалежність.

## Життєпис

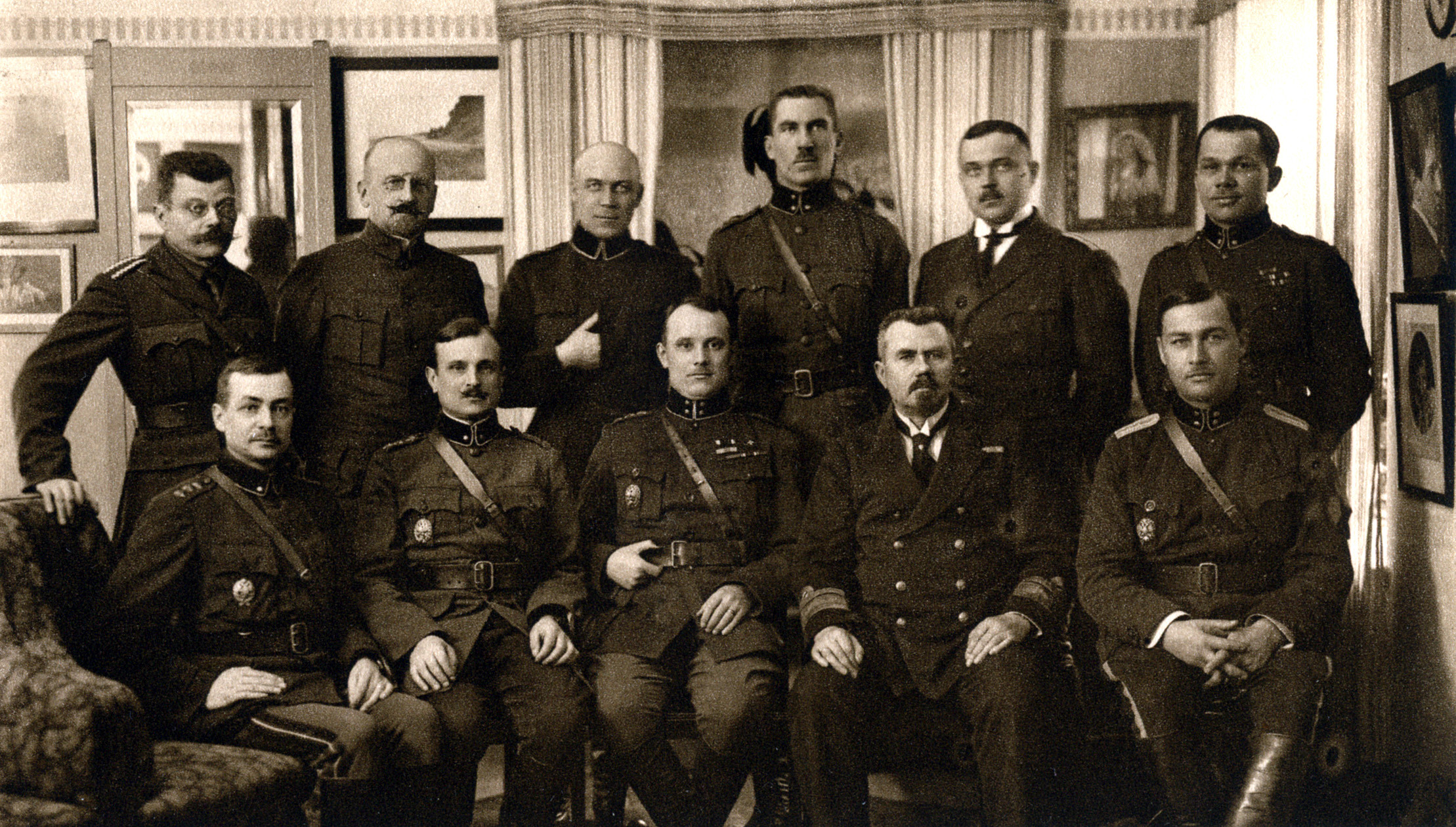
Головне командування естонської армії в 1920 році, зліва вгорі: генерал-майор Ернест Пиддер, доктор Артур Лоссманн, генерал-майор Олександр Тиніссон, полковник Карл Партс, полковник Віктор Пускар, полковник Яан Рінк. Зліва внизу: генерал-майор Андрес Ларка, генерал-майор Яан Соотс, головнокомандувач генерал-лейтенант Йохан Лайдонер, адмірал Йоган Пітка та полковник Рудольф Рейман

У 1907 році розпочав службу в Російській імператорській армії, у 1911-му закінчив Віленське військове училище з дипломом 1-го ступеня і отримав звання підпоручника. Служив у 169-му Новотроїцькому полку, у складі якого брав участь у Першій світовій війні. 1 березня 1917 року був призначений помічником командира 4-го Фінляндського охотницького полку і пробув на цій посаді у званні підполковника до 4 грудня 1917 року. Цього ж року його обрали головою полкового комітету під час перебування в Галичині.
У грудні 1917 приєднався до частин Естонської національної армії для участі у створенні естонських полків, був призначений помічником командира 2-го естонського полку у Вільянді. У серпні 1918 року, коли німецька окупаційна влада почала ув'язнювати лідерів Тимчасового уряду Естонії та підрозділів Естонської національної армії, втік до Росії, де залишався до виходу німців з Естонії. 25 грудня 1918 з його ініціативи був створений Вільяндійський добровольчий батальйон та розпочато формування батальйону оборони Тарту. 
Під час війни захищав Південно-Східну Естонію, звільняв Північну Латвію від Червоної армії та завоював Псков.
У 1920 році вийшов на пенсію і став фермером. Приєднався до націоналістичного руху «Рух учасників Визвольної війни» (Вапси). 8 грудня 1935 року його обрали міністром оборони тіньового уряду, який готував переворот. У травні 1936 року Пускара засудили до 15 років примусових робіт за участь у спробі державного перевороту Вапсів, але помилували і він був звільнений з в'язниці в 1937 році.
На початку 1941 році виїхав до Німеччини, але повернувся після втечі Червоної армії з країни. Помер 12 квітня 1943 року в Тарту.